# Turmhügel Loitersdorf
Der Turmhügel Loitersdorf ist eine abgegangene Turmhügelburg (Motte) in dem gleichnamigen Gemeindeteil Loitersdorf des niederbayerischen Marktes Frontenhausen im Landkreis Dingolfing-Landau. Er liegt ca. 290 m westlich der Ortskirche St. Wolfgang von Loitersdorf. Er wird als Bodendenkmal unter der Aktennummer D-2-7441-0063 im Bayernatlas als „Turmhügel des Mittelalters mit zugehörigem Vorburgareal“ geführt. 

## Beschreibung
Inmitten einer Vilsniederung lag zwischen dem Fluss und einem Altwasserlauf dieser künstlich aufgeschüttete Turmhügel. Dieser einst rundliche bis quadratische Hügel ragte gut 2 m über den Talgrund. Sein Durchmesser betrug zwischen 15 und 20 m und war von einer Grabensenke ringförmig umschlossen.

## Geschichte
Als Besitzer werden die Grafen von Frontenhausen genannt.